# Provinciale weg 568
De provinciale weg 568 (N568) is een voormalige provinciale weg in de Nederlandse provincie Limburg. Het betrof de huidige gemeentelijke Eindhovenseweg in de gemeente Weert, een voormalig deel van de rijksweg A2/N2 dat na de omlegging van deze snelweg via het zogenaamde slingertracé noordelijk langs de stad Weert in 1989 is overgebleven.
Nadat het slingertracé eind 1989 in gebruik werd genomen werd het circa drie kilometer lange oude deel van de rijksweg A2/N2 dat op de Ringbaan-Noord in Weert aansloot overgedragen aan de provincie Limburg. Bij de provincie werd de weg in eerste instantie genummerd als tertiaire weg 18 (T18), dat enkel administratief werd gebruikt en in de praktijk nergens voorkwam. Met de afschaffing van het provinciale tertiaire wegenplan kreeg de weg volgens het Nationaal Routenummerplan het nieuwe wegnummer N568 toegewezen, dat eveneens puur administratief bleef. Enkele jaren later werd het beheer en onderhoud van de weg overgedragen aan de gemeente waarmee ook dit wegnummer officieel verdween.
N62 · N69 · N251 · N252 · N253 · N254 · N255 · N256/A256 · N257 · N258 · N260 · N261 · N262 · N263 · N264 · N266 · N267 · N268 · N269 · N270/A270 · N271 · N272 · N273 · N274 · N275 · N276 · N277 · N278 · N279 · N280 · N281 · N282 · N283 · N284 · N285 · N286 · N287 · N288 · N289 · N290 · N291 · N292 · N293 · N294 · N295 · N296 · N296n · N297 · N298 · N300 · N321 · N322 · N324 · N329 · N389 · N394 · N395 · N396 · N397

N556 · N562 · N564 · N570 · N572 · N590 · N595 · N598 · N601 · N602 · N605 · N607 · N612 · N613 · N615 · N616 · N617 · N618 · N620 · N622 · N625 · N629 · N631 · N632 · N637 · N638 · N639 · N640 · N641 · N651 · N652 · N653 · N654 · N655 · N656 · N658 · N659 · N660 · N661 · N662 · N663 · N664 · N665 · N666 · N667 · N668 · N669 · N670 · N671 · N673 · N674 · N675 · N676 · N682 · N683 · N686 · N689 · N690 · N831 · N843

Voormalige provinciale wegen: N299 · N551 · N552 · N553 · N554 · N555 · N560 · N561 · N563 · N565 · N566 · N567 · N568 · N571 · N574 · N580 · N581 · N582 · N583 · N584 · N585 · N586 · N587 · N588 · N589 · N591 · N592 · N593 · N594 · N596 · N597 · N603 · N604 · N606 · N608 · N610 · N611 · N614 · N619 · N621 · N623 · N624 · N626 · N628 · N630 · N634 · N642 · N657